# Coprosma laevigata
Coprosma laevigata är en måreväxtart som beskrevs av Thomas Frederic Cheeseman. Coprosma laevigata ingår i släktet Coprosma och familjen måreväxter. Inga underarter finns listade i Catalogue of Life.